# Dill-Zeitung

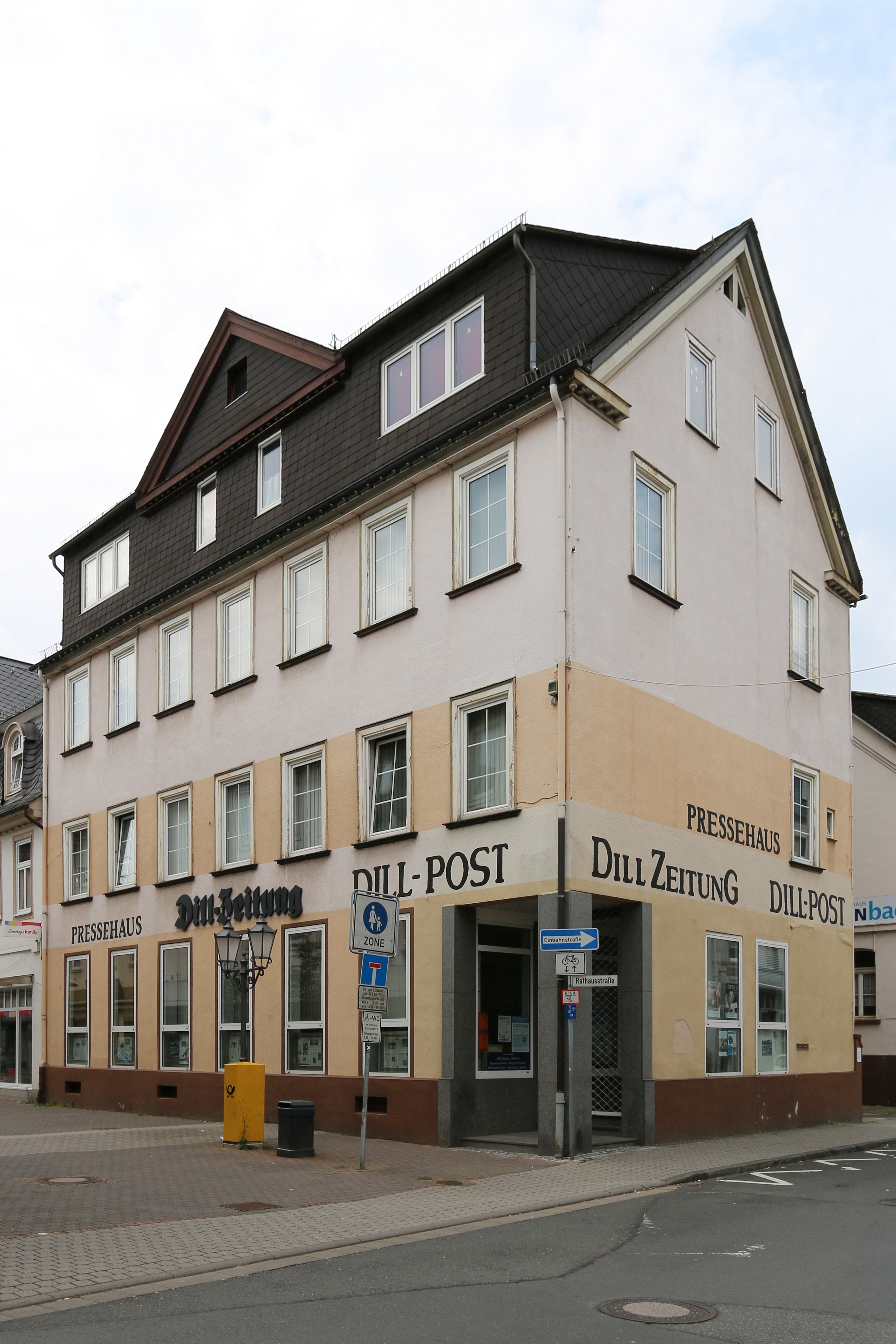
Pressehaus der Dill-Zeitung in Dillenburg

Die Dill-Zeitung ist eine deutsche Tageszeitung und erscheint im Druck- und Verlagshaus Weidenbach in Dillenburg (Mittelhessen). Die verkaufte Auflage betrug im 4. Quartal 2018 5700 Exemplare.

## Geschichte
Das Verlagshaus ist über 170 Jahre alt. 1842 richtete Eberhard Ernst Christian Weidenbach die erste Dillenburger Druckerei in der Hauptstraße 101 ein. Bereits 1839 war das Dillenburger Wochenblatt gegründet worden, das später in Zeitung für das Dillthal und dann in Dill-Zeitung umbenannt wurde. Die Dill-Zeitung erschien am 1. Dezember 1950 erstmals. Nebenausgaben der Dill-Zeitung waren ab 1992 das Herborner Echo und der Haigerer Kurier (beide eingestellt zum 1. November 2014). Im Jahr 2002 wurde das Dillenburger Wochenblatt wieder zum Leben erweckt. Seither erscheint dieses als amtliches Mitteilungsblatt der Stadt Dillenburg einmal wöchentlich und wird an rund 12.000 Haushalte in Dillenburg und den Ortsteilen verteilt.

## Gegenwart
Als Teil der Zeitungsgruppe Lahn-Dill bezieht die Dill-Zeitung die Inhalte von der Wetzlardruck GmbH (Wetzlarer Neue Zeitung) und ist somit ein Kopfblatt. Bereits seit 2014 arbeitete die Redaktion verstärkt mit Wetzlardruck zusammen, bevor das Druck und Verlagshaus Weidenbach zum 1. Juli 2016 durch die Wetzlardruck GmbH übernommen wurde. Die VRM-Unternehmenstochter Gießener Anzeiger Verlags GmbH & Co KG hat sich im Jahr 2018 mit der Wetzlardruck GmbH zum umsatz- und auflagenstärksten Tageszeitungsverlag in Mittelhessen zusammengeschlossen. Das Bundeskartellamt stimmte der Transaktion am 8. Mai 2018 zu. An dem neuen Unternehmen, der Mediengruppe Mittelhessen, ist die VRM Holding GmbH & Co. KG aus Mainz mehrheitlich mittelbar beteiligt.

## Auflage
Die Dill-Zeitung hat in den vergangenen Jahren erheblich an Auflage eingebüßt. Die verkaufte Auflage ist in den letzten 10 Jahren um durchschnittlich 3,3 Prozent pro Jahr gesunken. Von Ende 2017 bis Ende 2018 lag die Abnahme bei 6,8 Prozent. Sie lag bei der letzten Meldung im 4. Quartal 2018 bei 5700 Exemplaren. Der Anteil der Abonnements an der verkauften Auflage lag bei 93,3 Prozent.
| 1998 | 1999 | 2000 | 2001 | 2002 | 2003 | 2004 | 2005 | 2006 | 2007 | 2008 | 2009 | 2010 | 2011 | 2012 | 2013 | 2014 | 2015 | 2016 | 2017 | 2018 | 2019 | 2020 | 2021 | 2022 | 2023 | 2024 |
| ---- | ---- | ---- | ---- | ---- | ---- | ---- | ---- | ---- | ---- | ---- | ---- | ---- | ---- | ---- | ---- | ---- | ---- | ---- | ---- | ---- | ---- | ---- | ---- | ---- | ---- | ---- |
|      |      |      |      | 8904 | 8681 | 8493 | 8325 | 8205 | 8103 | 7982 | 7772 | 7619 | 7396 | 7207 | 6975 | 6755 | 6535 | 6321 | 6116 | 5700 |      |      |      |      |      |      |